# Leros

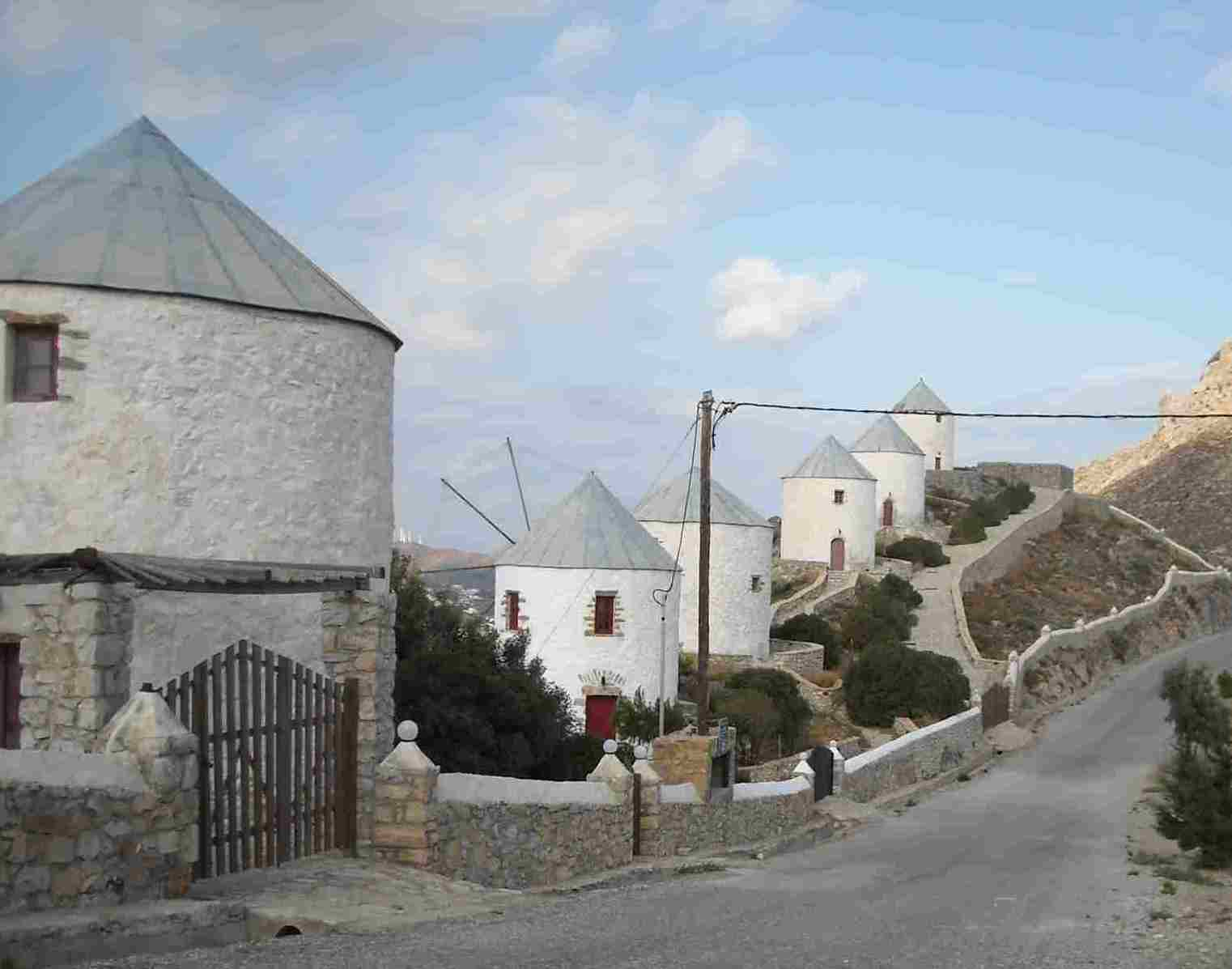
Väderkvarnar på Leros

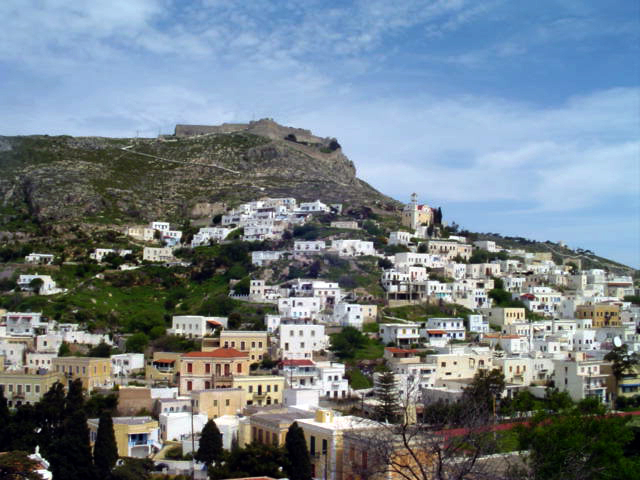
Slottet på Leros

Leros är en grekisk ö i Egeiska havet, strax utanför den turkiska kusten. Den tillhör ögruppen Dodekaneserna (Tolvöarna). Ön är cirka 54 kvadratkilometer stor. Kommunens yta, inklusive flera andra öar, är cirka 74 km² och högsta punkten 323 meter över havet. År 2011 var invånarantalet 7 917 personer.

## Geografi
Jämfört med de andra dodekanesiska öarna är Leros en väldigt grön ö med höga klippor och med många små vikar och byar. Dess administrativa centrum och största stad är Agia Marina, med 2 672 invånare. Andra orter är Lakki (1 990 invånare), Xirókampos (908), Kamára (573) och Álinda (542).

## Historia
Enligt sägnen var Leros första invånare gudinnan Artemis, och ön kallas därför ibland för Artemis ö. Arkeologerna menar att de första som bebodde Leros var folkslag från Mindre Asien och Fenicien. Ön är känd för sin delaktighet i det trojanska kriget och för att öinvånarna på 400-talet före Kristus slogs mot perserna vid atenarnas sida. De antika makedonierna styrde ön och så även romarna. På 1200-talet innehades ön först av Genua och därefter av Venedig. År 1309 intogs ön av Johanniterorden, som befäste den. Det osmanska riket belägrade två gånger, 1505 och 1508, Leros, men utan att lyckas inta den. Den 24 december 1522, efter Rhodos belägring, skrevs emellertid ett fredskontrakt under mellan sultan Suleiman och riddarnas stormästare Philippe Villiers de L'Isle-Adam, och ön kom, tillsammans med ordens alla andra egeiska besittningar, i turkarnas händer.
Leros deltog i det grekiska frihetskriget 1821, och var en viktig hamn för försörjningen av den grekiska flottan. Den befriades, men efter fördraget i London den 3 februari 1830 kom den åter i osmansk ägo. År 1912, under det italiensk-turkiska kriget om Libyen, intogs ön av den italienska flottan. Leros har medelhavets största djupa naturliga hamn vid Lakki, under det första världskriget använde britterna den som flottbas.
Italienarna försökte aktivt att "italienisera" Dodekaneserna, bland annat genom att göra italienskan obligatorisk. Man byggde under 1930-talet även en ny mönsterstad, Portolago, på ön (numera omdöpt till Lakki). 
Under andra världskrigets inledande skede bombades Leros svårt av brittiskt flyg, och efter vapenstilleståndet 1943 intog britterna staden. Därefter fortsatte bombningarna, nu från tyskt flyg. I ett slag mellan 12 och 16 november 1943, intog så tyskarna ön, och behöll kontrollen över den till krigets slut. Leros är den ö i Medelhavet, näst efter Kreta, som blivit mest bombad. 
Efter kriget kom Leros under brittiskt mandat, tills ön 1948 återgick till Grekland tillsammans med de övriga Dodekaneserna.
Spåren av den långvariga italienska ockupationen finns i arkitekturen i hamnstaden Lakkion, där många av de för Leros ovanliga husen idag renoveras.

## Näringar
Turismen är inte lika intensiv här som på de andra dodekanesiska öarna och inkomstkällan från turismen är marginell. Det finns stränder runt hela ön, varav en del är steniga. De populäraste stränderna är Blefouti, Vromolithos och Alinda, vilka har grovkornig sand. Även den svarta sandstranden i Gournaviken är omtyckt.
Jordbruket och fiske sysselsätter många invånare, men den största andelen invånare är sysselsatta inom den psykiatriska sjukvården, som är inrymd i ett område som ursprungligen byggdes under den italienska ockupationen. 1989 blev Leros uppmärksammat i hela Europa på grund av en skandal rörande förskingring och vanvård på sjukhuset, som då hade över 3 000 patienter. Efter bidrag och extra övervakning från EU blev vården bättre, men enligt uppgift från 2009 har den förbättrade standarden inte upprätthållits.. Dock minskar antalet patienter successivt, och därmed även antalet sysselsatta.
Det finns även ett vanligt sjukhus på ön.